# Michaela Meijer
Michaela Meijer (Göteborg, 30 juli 1993) is een Zweedse atlete, die gespecialiseerd is in het polsstokhoogspringen. Ze nam in 2015 deel aan de wereldkampioenschappen in Peking, waar ze de finale bereikte. Daarnaast won ze zilveren medailles in 2009 op de wereldkampioenschappen jeugd en de Europese kampioenschappen U23 in 2015. Beide keren eindigde ze achter haar landgenoot, Angelica Bengtsson. Meijers persoonlijke records zijn de 4,62 meter buiten (Renders, 2016) en de 4,60 meter binnen (Bærum, 2016).

## Prestaties
| Jaar                    | Wedstrijd                                | Plaats                   | Resultaat               | Extra                   |
| Vertegenwoordigd Zweden | Vertegenwoordigd Zweden                  | Vertegenwoordigd Zweden  | Vertegenwoordigd Zweden | Vertegenwoordigd Zweden |
| ----------------------- | ---------------------------------------- | ------------------------ | ----------------------- | ----------------------- |
| 2009                    | Wereldkampioenschappen jeugd             | Brixen, Italië           | 2e                      | 4,10 m                  |
| 2010                    | Wereldkampioenschappen junioren          | Moncton, Canada          | 2e (q)                  | 3,95 m                  |
| 2011                    | Europese kampioenschappen junioren       | Tallinn, Estland         | 13e (q)                 | 4,00 m                  |
| 2015                    | Europese kampioenschappen indooratletiek | Praag, Tsjechië          | 9e (q)                  | 4,55 m                  |
| 2015                    | Europese kampioenschappen U23            | Tallinn, Estland         | 2e                      | 4,50 m                  |
| 2015                    | Wereldkampioenschappen atletiek          | Peking, China            | 6e (q)                  | 4,55 m                  |
| 2016                    | Europese kampioenschappen atletiek       | Amsterdam, Nederland     | 5e                      | 4,55 m                  |
| 2016                    | Olympische Zomerspelen                   | Rio de Janeiro, Brazilië | 17e (q)                 | 4,45 m                  |

Legenda: (q) = geëindigd bij 12 beste atleten.